# Ксар-Улед-Султан
Ксар-Улед-Султан — укреплённое поселение или ксар, расположенное в вилайете Татавин (Тунис).

## Описание
Ксар раскинулся на двух дворах, каждый из которых имеет периметр из многоэтажных сводчатых зернохранилищ. Как и другие ксары, построенные берберскими общинами, Ксар-Улед-Султан расположен на вершине холма, чтобы помочь защитить его от набегов в предыдущие века.

## Туризм
В 1998 году в Ксар-Улед-Султан стал местом съёмок фильма “Звёздные войны. Эпизод I: Скрытая угроза”. Ксар был использован в качестве декорацией для сцен на планете Татуин, в городе Мос-Эспа, в квартале рабов, там где провёл детство Энакин Скайуокер — один из главных персонажей фильма.